# Велика Ілова Гора
Велика Ілова Гора (словен. Velika Ilova Gora) — поселення в общині Гросуплє, Осреднєсловенський регіон, Словенія. Висота над рівнем моря: 538,6 м.